# Michael Umaña
Michael Umaña Corrales (ur. 16 lipca 1982 w Santa Ana) – kostarykański piłkarz grający na pozycji środkowego obrońcy.

## Kariera klubowa
Umaña jest wychowankiem klubu Asociación Deportiva Carmelita. W jego barwach zadebiutował w 1999 roku w kostarykańskiej ekstraklasie. W klubie tym występował przez trzy sezony, ale nie osiągnął żadnych sukcesów. W 2002 roku przeszedł do jednego z czołowych klubów w kraju, CS Herediano. W sezonie 2002/2003 zajął 3. miejsce w fazie Clausura, w 2003/2004 został wicemistrzem Kostaryki w Apertura i mistrzem w Clausura, ale mistrzostwo za cały sezon wygrało Deportivo Saprissa. W 2005 roku Umaña został wybrany w drafcie przez amerykański Los Angeles Galaxy. W klubie tym rozegrał 14 spotkań w Major League Soccer zdobywając tym samym mistrzostwo Stanów Zjednoczonych. Po sezonie odszedł jednak z klubu i powrócił do ojczyzny. Przez rok występował w klubie Brujas FC, a latem 2006 powrócił do CS Herediano, gdzie gra do dziś.

## Kariera reprezentacyjna
W 2004 roku Umaña wystąpił z olimpijską reprezentacją Kostaryki na Igrzyskach Olimpijskich w Atenach. W pierwszej reprezentacji zadebiutował 16 lutego 2005 w przegranym 1:2 meczu z Ekwadorem.
W 2006 roku Michael został powołany do kadry na Mistrzostwa Świata w Niemczech. Tam był podstawowym zawodnikiem i wystąpił we wszystkich trzech meczach grupowych: przegranych 2:4 z Niemcami, 0:3 z Ekwadorem i 1:2 z Polską.
W swojej karierze Umaña wystąpił także w takich turniejach jak: Złoty Puchar CONCACAF 2005 (ćwierćfinał) i Złoty Puchar CONCACAF 2007 (ćwierćfinał).